# Râul Vătășnița
Râul Vătășnița este un curs de apă, afluent al Pârâului Țigăncilor. 